# Adelino Delduque da Costa
Adelino Delduque da Costa OC • CvA • OA • ComA • GOA • OSE (Viana do Castelo, 10 de junho de 1889 —  Lisboa, 25 de junho de 1953) foi um militar, administrador colonial e escritor português, Coronel de Infantaria do Exército Português, membro do Corpo Expedicionário Português, Chefe do Estado-Maior da Índia Portuguesa e Governador do Distrito de Damão.

## Biografia
Nasceu na rua de São Sebastião de Viana do Castelo, atual rua Manuel Espregueira, no seio de uma das famílias mais proeminentes da cidade. Estudou no Real Colégio Militar e na Escola Politécnica de Lisboa, e completou o curso de Infantaria na Escola do Exército. Prestou serviço como alferes na Guarda Republicana e fez parte do Estado-Maior da 5ª Brigada do Corpo Expedicionário Português na Primeira Guerra Mundial como tenente do Batalhão de Infantaria nº 10. Foi louvado em ordem de serviço em campanha e combateu na Batalha de La Lys, sendo feito prisioneiro pelas tropas alemãs a 9 de abril de 1918. Durante oito meses e meio de cativeiro, escreveu sob forma de diário entre os campos de Rastatt e Breesen as suas Notas do cativeiro, um dos mais vivos relatos dos acontecementos que seguiram a derrota portuguesa, assim como das precárias condições em que houve de sobreviver os oficiais portugueses aprisionados na Alemanha. Finalmente, desembarcou em Lisboa a 17 de janeiro de 1919.
Por volta dos anos 1930 reencontrou-se na administração colonial do Estado da Índia com João Carlos Craveiro Lopes, naquele então Governador-Geral, com quem tinha travado uma estreita amizade no Corpo Expedicionário Português. Foi nomeado Governador do Distrito de Damão em 1932, e em 1934, promovido a Chefe do Estado-Maior da Índia Portuguesa e destinado a Nova Goa, onde foi professor do Liceu Central de Afonso de Albuquerque e desenvolveu uma importante tarefa de divulgação como membro do Instituto Vasco da Gama e da Comissão de Arqueologia da Índia Portuguesa. O seu interesse pelas relações culturais indo-portuguesas levou-o a viajar, investigar, e publicar vários livros e artigos de carácter didáctico sobre a história, a geografia, a economia e as tradições locais, de grande valor para o reforço do entendimento colonial. Depois de mais de dez anos de serviço militar, político e cultural na Índia Portuguesa regressou a Portugal em 1941. Restabelecido em Lisboa, leccionou no Colégio Militar e no Instituto dos Pupilos do Exército, até passar à situação de reserva como coronel de Infantaria do Exército Português em 1948.
Foi filho de Adelino Delduque da Costa, membro da Assembleia Vianense; sobrinho-tetraneto do bandeirante António Correia Pinto de Macedo, Capitão-mor do Sertão de Curitiba e da Vila de Lages com mercê de Hábito de Cristo, fundador da cidade brasileira de Lages; sogro de Boaventura Pereira Gonçalves (OA • ComA), Capitão de Mar e Guerra da Marinha Portuguesa e Director de Instrução da Escola Naval; tio de Miguel Barca del Duque (CG • CDRMM • MC • PSH • CSH), Comandante de Artilharia combatente em várias das batalhas mais importantes da Guerra Civil Espanhola; e avô de António Delduque Pereira Gonçalves (MPMM • MOCE • MPCE) e o seu irmão João Adelino Delduque Pereira Gonçalves, Capitães de Mar e Guerra da Marinha Portuguesa.

## Condecorações
Ordens honoríficas portuguesas:
- Cavaleiro da Ordem Militar de Avis (5 de outubro de 1922).[7]
- Oficial da Ordem Militar de Avis (14 de setembro de 1925).[8]
- Oficial da Ordem Militar de Sant'Iago da Espada (5 de outubro de 1930).[7]
- Oficial da Ordem Militar de Cristo (27 de outubro de 1934).[7]
- Comendador da Ordem Militar de Avis (17 de julho de 1941).[7]
- Grande-Oficial da Ordem Militar de Avis (16 de fevereiro de 1949).[7]

## Escritos

### Livros
- Notas do cativeiro: memórias dum prisioneiro de guerra na Alemanha. Lisboa: J. Rodrigues & C.ª, 1919.
- Diu: breve notícia histórica e descritiva. Lisboa: J. Rodrigues, 1928.
- A tentativa da reconstrução de Goa em 1777. Nova Goa: Imprensa Gonçalves, 1932.
- Os portugueses e os reis da Índia. Bastorá: Tipografia Rangel, 1933.
- A aclamação de D. João IV na Índia. Bastorá: Tipografia Rangel, 1940.

### Artigos
- Os padres matemáticos no observatório de Jaipur. In: O Oriente Português, vol. 30, nº 4, 1932, pp. 58–64.
- Portugueses e Maratas: os Maratas. In: Boletim do Instituto Vasco da Gama, nº 20, 1933, pp. 1–40.
- A Índia Portuguesa e a sua situação económica. In: Portugal colonial: revista de propaganda e expansão colonial, ano 4, nº 41, 1934, pp. 7–8.
- A posição da Metrópole no comércio importador da Índia Portuguesa. In: Portugal colonial: revista de propaganda e expansão colonial, ano 4, nº 43-44, 1934, pp. 8–9.
- A Ilha de Angediva. In: O mundo português: revista de cultura e propaganda, arte e literatura coloniais, v. 3, nº 34, 1936, pp. 393–396.
- Escola de donas de casa coloniais. In: O mundo português: revista de cultura e propaganda, arte e literatura coloniais, v. 4, nº 44, 1937, pp. 387–389.
- As Minas de Ouro de Manica. In: O Oriente Português, vol. 30, nº 23, 1939, pp. 95–117.
- O Poder Marítimo dos Portugueses e a sua Decadência. In: Boletim do Instituto Vasco da Gama, nº 47, 1940, pp. 20–24.
- A Aclamação de D. João IV na Índia. In: Boletim do Instituto Vasco da Gama, nº 48, 1940, pp. 1–13.
- As comemorações centenárias na Índia. In: O mundo português: revista de cultura e propaganda, arte e literatura coloniais, v. 8, nº 92-93, 1941, pp. 351–354.